# José Baroy Bardolet
José Baroy Bardolet (Olost, Osona, 16 de septiembre de 1807 − El Masnou, El Maresme, 1871) fue un médico catalán especializado en cirugía.

## Trayectoria
De familia trabajadora, su padre era cardador de lana. Estudió filosofía durante dos años y física experimental en Barcelona de 1823 a 1825. En 1826 ingresó en el Real Colegio de Cirugía de Barcelona, donde obtuvo el título de bachiller en Medicina y Cirugía en 1832. En 1833 obtuvo el título de doctor. Aquel mismo año, fundó, junto con otros médicos, la delegación catalana de la Sociedad Médica de Socorros Mutuos y ejerció como médico de esta mutua en el Masnou.
En el año 1835 hizo oposiciones sin éxito a cátedra, y decidió ingresar al ejército como médico militar. Pronto abandonó la milicia y se estableció a la villa del Masnou como médico y cirujano, donde trabajaría toda la vida. Siendo médico en el Masnou, aprovechaba para documentar los casos clínicos que consideraba interesantes y los enviaba como comunicaciones personales a la Real Academia de Medicina de Barcelona. La Academia lo distinguió nombrándolo socio corresponsal.
Defendió el conocimiento de la lengua latina como herramienta de trabajo de los médicos. Del mismo modo, defendió la necesidad de que la carrera médica incluyera historia de la medicina y filosofía. Criticó muchas de las doctrinas dominantes de la época, como el animismo de Stahl, la doctrina de Broussais, el Brownisme o la homeopatía. Creía en el valor de la observación y de la experiencia en la práctica médica.
Se casó con Josefa Jordana Mirapeix, natural de Ripoll, y tuvieron una hija llamada Josefa Baroy Jordana. Se jubiló en julio de 1870 y murió poco después.

## Obra publicada
- Quaenam sint differentiae quae morbos nervosos a coetaris distinguant. Oposición para el premio que los alumnos de séptimo podían optar al finalizar el curso. Barcelona: Manuscrito, 1833.
- De optima medela in penetrantibus pectoris vulneribus haemorragia complicatis. Disertación para opositar a cátedra. Barcelona: Manuscrito, 14 de enero de 1834.
- Observación de una copiosa metorragia con retención de la placenta, seguida de una metroperitonitis-tifóidea. Trabajo presentado a la RAMC 1836. Barcelona: Biblioteca de memorias de la RAMC, 1839-1851.
- Memoria sobre la utilidad de la lengua latina en la Medicina práctica. Trabajo presentado a la RAMC, 1844. Barcelona: Biblioteca de memorias de la RAMC, 1833-1837.
- Ensayo sobre la curación de la fístula lingual por medio de cauterización, 1840
- Los efectos del centeno corniculado en el parto y el puerperio. Memoria presentada a la RAMC, 1840.
- Quando in morbis sanandis medicina directa locum habeat, quando vero indirecta tantum modo. Disertación por opositar a cátedra. Barcelona: Manuscrito, 1842.
- Descripción de la epidemia de cólera morbo asiático que se padeció en Masnou, en 1854, arreglada al interrogatorio formulado por la Academia de Medicina y Cirugía de Barcelona. Barcelona: Acta RAMC, 1856.